# Sporttherapie
Die Sporttherapie bedient sich der Mittel und Methoden des sportlichen Trainings im Rahmen von Vorbeugung und Rehabilitation und stellt heute einen Faktor der nichtmedikamentösen Behandlung und Rehabilitation dar. Die Ursprünge der Sport- und Bewegungstherapie reichen bis ins 19. Jahrhundert zurück.

## Geschichte
Der Deutsche Verband für Gesundheitssport und Sporttherapie definierte Sporttherapie als „eine bewegungstherapeutische Maßnahme, die mit geeigneten Mitteln des Sports gestörte körperliche, psychische und soziale Funktionen kompensiert, regeneriert, Sekundärschäden vorbeugt und gesundheitlich orientiertes Verhalten fördert. Sie beruht auf biologischen Gesetzmäßigkeiten und bezieht besonders Elemente pädagogischer, psychologischer und soziotherapeutischer Verfahren ein und versucht, eine überdauernde Gesundheitskompetenz zu erzielen.“
Die Sporttherapie (auch Trainingstherapie) soll Patienten helfen, körperliche, psychische oder soziale Beeinträchtigungen mithilfe von Sport zu überwinden, indem die Körperwahrnehmung verbessert sowie die Koordination und Kondition gesteigert werden. Neben medizinischen und psychotherapeutischen Bereichen finden sporttherapeutische Maßnahmen in der Pädagogik, Rehabilitation und im Bereich der Geriatrie Anwendung. Sie ist nicht auf den Leistungssport ausgerichtet, sondern soll den Patienten durch Sport aktivieren und zu einem angenehmen Körpergefühl führen.
Sporttherapie wird in Deutschland auch als Nebenfach zum Studiengang Sportwissenschaft – Bewegungsbezogene Gesundheitsförderung an der Universität Freiburg angeboten. Die Berufsbezeichnung Sporttherapeut/in ist bislang (Stand 2009) noch nicht anerkannt. Sie wird von Sportwissenschaftern, Physiotherapeuten mit Zusatzqualifikation (Sportphysiotherapeuten) bzw. von Sportlehrern mit zusätzlicher Ausbildung auf medizinischem Gebiet durchgeführt.

## Theorien zur Sporttherapie der Psyche
1. Einer der häufigsten Erklärungsansätze ist die Beobachtung, dass bei sportlicher Aktivität vermehrt Wachstumsfaktoren wie BDNF oder IGF-1 freigesetzt werden. Untersuchungen zufolge lassen Bewegung und antidepressive Medikamente die Konzentration der Botenstoffe im Blut steigen, an denen es Menschen mit Angststörungen oftmals mangelt. Forscher vermuten, dass ein Mangel an BDNF die Symptome einer depressiven Erkrankung, wie beispielsweise Konzentrationsstörungen, mitverursacht. Da kognitive Störungen das Bild von Angststörungen und Depressionen prägen, ist vorstellbar, dass Bewegung durch eine Verbesserung dieser Symptome das Krankheitsbild günstig beeinflusst. Außerdem ist BDNF die Voraussetzung dafür, dass das Gehirn neue neuronale Verknüpfungen formt.[7]
2. Laut dem Neurowissenschaftler Stefan Schneider von der Sporthochschule Köln reduziere Ausdauersport die Aktivität im präfrontalen Kortex, wo emotionale Reize in bewusste Gefühle umgewandelt werden. Außerdem werde der motorische Kortex aktiviert, der für Planen und logisches Denken zuständig ist. Durch körperliche Aktivität verschiebe sich somit die Hirnaktivität. Man kann sich das wie bei einem Reset eines Computers vorstellen, dessen Arbeitsspeicher überlastet ist. Der Neustart ermögliche, dass man sich wieder besser konzentrieren und die Aufmerksamkeit auf relevante Inhalte fokussieren kann.[8]
3. Psychische Erkrankungen haben oft zur Folge, dass weniger Sport getrieben wird. Dadurch werden psychosomatische Symptome wie z. B. Herzrasen und Schwitzen verstärkt, da der Körper über kaum Fitness verfügt und somit schnell überfordert ist. Indem man die Betroffenen dazu motiviert, mehr körperliche Aktivitäten auszuüben, könnte dieser Teufelskreis unterbrochen werden.
4. Bei Patienten mit Angststörungen lassen sich Bewegung und Sport häufig auch als verhaltenstherapeutische Konfrontationsübung betrachten. In solchen Fällen stellen Sport und Bewegung unter diesem Gesichtspunkt kleine Herausforderungen dar, durch welche der Patient lernt, Ängste zu überwinden.[8]
5. Schon bei leichter Bewegung steigt die Hirndurchblutung deutlich an und das Gehirn wird besser mit Sauerstoff versorgt.[9]
6. Bei den meisten Angststörungen und Depressionen ist das körpereigene Stresssystem übermäßig aktiv, was zu einem Ungleichgewicht des autonomen Nervensystems führt. Ausdauersport kann den Parasympathikus stärken und so zu einem gesunden Gleichgewicht im autonomen Nervensystem beitragen. Bei einem Ungleichgewicht dominieren die Signale des aktivierenden Sympathikus über den Signalen des beruhigenden Parasympathikuses. Dies spiegelt sich auch in einer verringerten Herzratenvariabilität wider. Auch depressive Menschen weisen eine verringerte Herzratenvariabilität auf, die sich unter einer erfolgreichen Therapie ebenfalls bessert.
7. Die Überaktivität des Stresssystems von Angstpatienten geht mit einer dauerhaft vermehrten Freisetzung von Cortisol im Körper einher. Ein dauerhaft erhöhter Cortisolspiegel hat ungünstige Folgen, wie etwa den Verlust von Nervenzellen im Hippokampus. Forscher wie Florian Holsboer vertreten die Auffassung, dass eine Übermenge an Cortisol wesentlich zur Entstehung von Depressionen beiträgt. Ausdauersport scheint den Cortisolspiegel im Körper senken bzw. Cortisolerhöhungen vorbeugen zu können.[10]
8. Erwähnenswert sind auch Befunde, denen zufolge körperlich trainierte Menschen bei der Auflösung von Aufgaben weniger Gehirnkapazität benötigen als untrainierte.[11]
9. Bewegung kann die Effekte anderer Maßnahmen verstärken, wie beispielsweise die Wirkung von Antidepressiva. In zwei klinischen Studien konnte gezeigt werden, dass Patienten, die nicht ausreichend auf eine antidepressive Medikation angesprochen hatten, durch die Anwendung eines zusätzlichen Bewegungsprogramms eine signifikante Besserung erfuhren.[12]
10. Sport trägt zu einer besseren Informationsarbeitung in Gehirn und Körper bei. Die Traumaforschung konnte zeigen, dass eine regelmäßig die Körperseite wechselnde sinnliche Stimulation die Verarbeitung psychischer Traumata und die Stabilisierung positiver Vorstellungen und Entwicklungen begünstigt.